# إبراهيم الدسوقي شتا
إبراهيم الدسوقي شتا (1943 - 1998)، هو دكتور مصري وأحد رواد الدراسات الشرقية في مصر وأستاذ اللغة الفارسية وآدابها في كلية الآداب بجامعة القاهرة. من أشهر ما ترجم إلى العربية المثنوي لجلال الدين الرومي.

## مولده وتدرجه العلمي
ولد إبراهيم الدسوقي شتا في 22 يناير 1943، وحصل على ليسانس الآداب من جامعة القاهرة سنة 1962، ثم الماجستير سنة 1967، فالدكتوراه سنة 1972.

## مؤلفاته
- التصوف عند الفرس (1978)
- الشعر الفارسي الحديث: دراسة ومختارات (1982)
- الحركة الإسلامية قي تركيا: 1920 -1980م (الزهراء للإعلام العربي ـ 1987)[2]
- المعجم الفارسي الكبير (بالفارسية: فرهنگ بزرگ فارسی) (مكتبة مدبولي ـ 1992)[3]
- الفيروز والدم ـ رواية (الهيئة العامة للكتاب ـ 1995)
- حديقة الحقيقة وشريعة الطريقة للسنائي.
- مطالعات في الرواية الفارسية المعاصرة ـ الهيئة العامة للكتاب
- اللغة الفارسية والنصوص المتخصصة ـ مكتبة الأنجلو المصرية

## مترجماته
كان الدكتور إبراهيم الدسوقي شتا من أبرز مترجمي الأدب الفارسي، فقد نقل إلى العربية كلاً من:
- قصص من الأدب الفارسي المعاصر (تأليف صادق هدايت) ـ الهيئة المصرية العامة للكتاب (1975).
- رواية «البومة العمياء» (بالفارسية: بوف کور) للأديب الإيراني صادق هدايت ـ الهيئة المصرية العامة للكتاب (1976).
- العودة إلى الذات (تأليف د. علي شريعتي) ـ الزهراء للإعلام العربي (1986).
- النثر الفني في الأدب الفارسي المعاصر لحسن كمشاد (1992)
- «المثنوي» (بالفارسية: مثنوی معنوی) لجلال الدين الرومي (1996 ـ 1997) (ترجمة وشرح وتقديم): في ستة أجزاء صدرت في إطار المشروع القومي للترجمة عن المجلس الأعلى للثقافة بمصر.[4][5]
- طول الليل ـ جمال مير صادقي
- مختارات من ديوان شمس الدين تبريزي (2000) (صدر في إطار المشروع القومي للترجمة عن المجلس الأعلى للثقافة بمصر)[6]
- ترجمة قصائد للشاعرة الإيرانية فروغ فرخزاد، نشرت بمجلة فصول.
- الابتلاء بالتغرّب- جلال آل أحمد (صدر في إطار المشروع القومي للترجمة عن المجلس الأعلى للثقافة بمصر)

### ترجمة المثنوي
في الستينيات، قام الشاعر والأكاديمي المصري محمد عبد السلام كفافي بترجمة كتابين من المثنوي، ذي الأجزاء الستة. صدر الجزء الأول عن المكتبة العصرية في بيروت عام 1966، ويصف عبده وازن ترجمة كفافي بأنها «ممتعة جدا، متينة وبهية في لغتها الصافية التي تنساب انسيابًا»، وبأنها «بدت أمينةً على اللغة الأصل، تقترب من البلاغة لتكسرها وتتحرَّر منها».
ثم شرع إبراهيم الدسوقي شتا يواصل مهمة أستاذه كفافي في ترجمة المثنوي، وبدأ في سنة 1996 إصدار ترجمته الكاملة للأجزاء الستة من المثنوي، تحت مظلة «المشروع القومي للترجمة» في عهد الناقد جابر عصفور. غير أن عبده وازن يصف ترجمة شتا بأنها أقل إمتاعًا من ترجمة كفافي بسبب «وعورة لغتها تارةً وركاكةُ هذه اللغة طورًا، وكذلك التسرعُ في بناء الجمل واختيار المفردات وصوغ الأبيات المزدوجة التي تنمُّ بها تقنيةُ المثنوي الشعرية. ترجمة» نثرية«جدًّا، وربما حَرفية، كانت تحتاج إلى قلم شاعر متمكِّن من العربية يعمل مع المترجم ويعاونه على السبك والصوغ والصهر. غير أن وازن يقر بأن هذه المآخذ لا تنفي الجهد الجبار الذي بذله شتا، الذي أفنى حياته ـ على حد تعبير وازن ـ في سبيل هذه الترجمة».